# The Mother (2023)
The Mother is een Amerikaanse actie-thriller uit 2023, geregisseerd door Niki Caro.

## Verhaal
Een naamloze moeder wordt door de FBI gedwongen haar kind in een getuigenbeschermingsprogramma te plaatsen en aan pleegouders te geven. Op een dag, wanneer ze zelf wordt achtervolgd door huurmoordenaars, moet ze beseffen dat haar dochter ook het doelwit is van de moordenaars. Dit beneemt haar de adem en geeft haar het gevoel een moeder te zijn. Ze begint aan een vendetta om het leven van haar dochter te beschermen.

## Rolverdeling
| Acteur                | Personage        |
| --------------------- | ---------------- |
| Jennifer Lopez        | De moeder        |
| Lucy Paez             | Zoe              |
| Omari Hardwick        | William Cruise   |
| Joseph Fiennes        | Adrian Lovell    |
| Gael García Bernal    | Hector Álvarez   |
| Paul Raci             | Jons             |
| Jesse Garcia          | Tarantula        |
| Yvonne Senat Jones    | Sonya            |
| Edie Falco            | Eleanor Williams |
| Michael Karl Richards | Zoe's pleegvader |

## Productie
In februari 2021 werd het project aangekondigd, met in de hoofdrol Jennifer Lopez als de vrouwelijke hoofdrol en Niki Caro als de regisseur. Dit is de eerste van verschillende films die zijn gepland als onderdeel van een samenwerking tussen Lopez' productiebedrijf Nuyorican Productions en streamingdienst Netflix.
Het opnames begonnen in oktober 2021 in Vancouver, Canada. De opnames vonden vervolgens plaats in maart 2022 op het Spaanse eiland Gran Canaria. De oude binnenstad van Las Palmas de Gran Canaria diende als achtergrond voor een stad in Cuba. De casinoscènes zijn gemaakt in de Gabinete Literario.

## Release
De film werd op 12 mei 2023 uitgebracht door Netflix.

## Ontvangst
Op Rotten Tomatoes heeft The Mother een waarde van 45% en een gemiddelde score van 5,00/10, gebaseerd op 78 recensies. Op Metacritic heeft de film een gemiddelde score van 44/100, gebaseerd op 22 recensies.

## Soundtrack
- "Mala Mia" – Maluma
- "Quimbara" – Irene Manuela
- "Quizas Quizas Quizas" – Irene Manuela
- "Machete" – Hector El Father & Daddy Yankee
- "Angel" – Massive Attack
- "Start Walking" – Tove Styrke
- "So Heavy I Fell Through the Earth - Art Mix" – Grimes
- "4AEM" – Grimes
- "Roads" – Portishead
- "This Woman's Work" – Kate Bush

## Trivia
Het nummer "Quizas Quizas Quizas" was te horen in deze film. Jennifer Lopez nam in 2013 zelf een vertolking van het nummer op met Andrea Bocelli.